# Colletes pulchellus
Colletes pulchellus är en biart som beskrevs av Pérez 1903. Colletes pulchellus ingår i släktet sidenbin, och familjen korttungebin. Inga underarter finns listade i Catalogue of Life.